# Fredrik Präntare
Fredrik Jon Lennart Präntare, född 9 september 1990 i Söderhamn, är en svensk forskare inom artificiell intelligens, spelskapare, konstnär och entreprenör. Han tilldelades Lilla Polhemspriset 2018 av Sveriges Ingenjörer för bästa examensarbete och innovationer inom artificiell intelligens (ett arbete som gjordes på Paradox Development Studio). Han är också grundare av spelutvecklingsbolagen Dimfrost Studio AB och Pugstorm AB. Han har en civilingenjörsexamen i datateknik och en doktorsexamen i artificiell intelligens från Linköpings universitet. Präntare har varit gästforskare vid Stanford University inom algoritmisk spelteori. Han är också skapare av spelet Core Keeper som sålde mer än en miljon exemplar på tre månader och har listats som ett av världens bästa management-spel av Polygon och PCGamer.